# Wittlich
Wittlich là huyện lỵ của huyện Bernkastel-Wittlich, trong bang Rheinland-Pfalz, Đức. Đô thị này có diện tích 46,64 km2, dân số cuối năm 2006 là 19.015 người. Wittlich nằm bên bờ sông Lieser, có cự ly khoảng 30 km về phía đông bắc Trier.
Wittlich kết nghĩa với Wellingborough, Anh.